# 鈴木石
鈴木 石（すずき せき、 Suzukiite）は、1982年に発表された日本産新鉱物で、国立科学博物館の鉱物学者、松原聰などにより、群馬県の茂倉沢鉱山から発見された。化学組成はBaV4+Si2O7。斜方晶系。 
北海道大学の鈴木醇の鉱床学・岩石学における業績をたたえて命名されたもの。なお、同年に発表された新鉱物原田石と同じグループに属し、鈴木石は原田石のストロンチウムをバリウムに置き換えたものに相当する。これらは共にエメラルドグリーンの結晶として産出し、結晶構造もほぼ同一であるうえ希産である。
2019年にカナダのユーコン準州で発見されたBavsiiteが同質異像として新種記載されている。